# 지프니

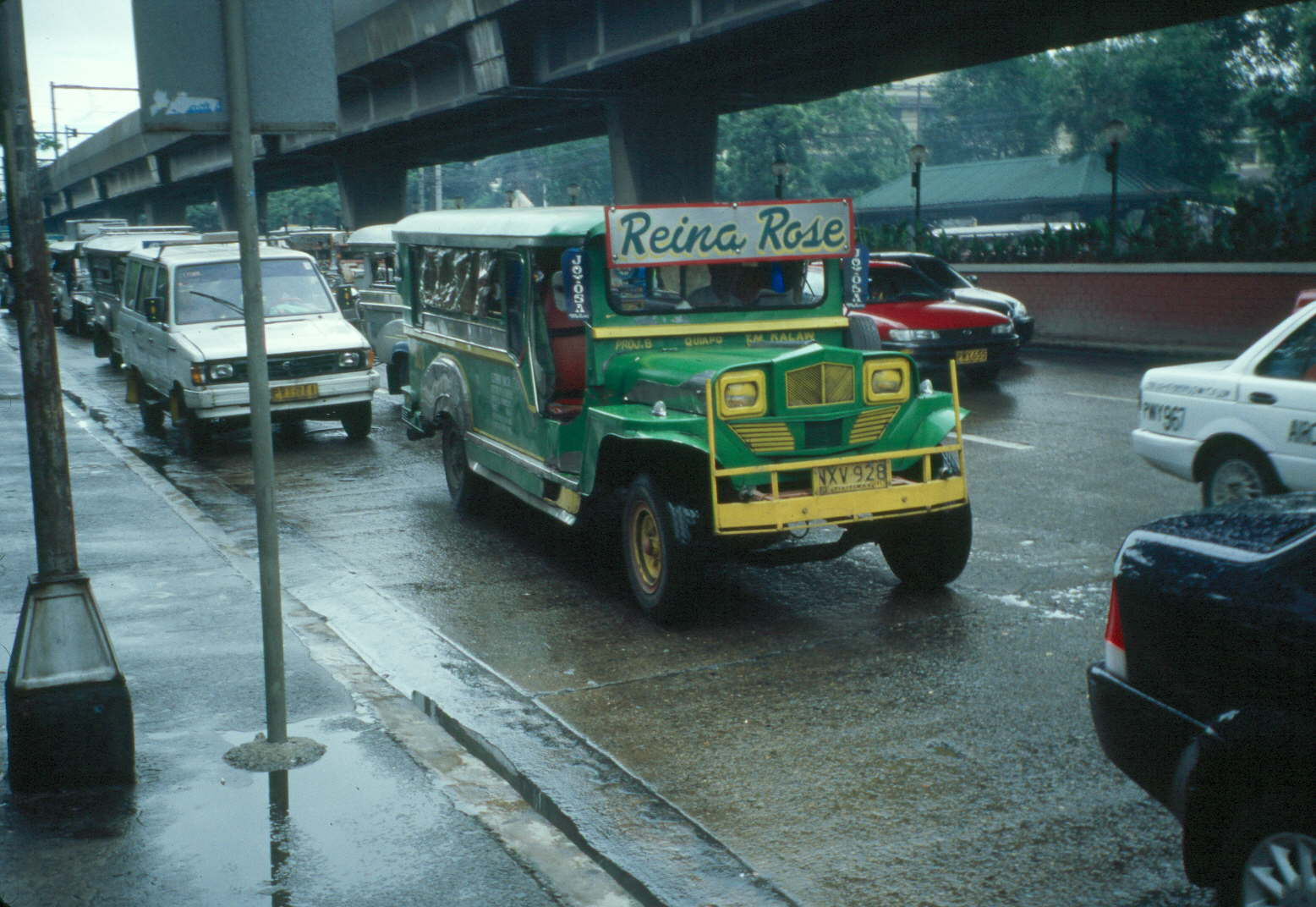
마닐라의 지프니

지프니(jeepney)는 필리핀 사람들의 주요 대중교통 수단으로, 버스와 지프의 중간 형태처럼 생겼다. 지프니에는 주로 여러 가지 색을 칠해서 다양하고 독특하게 만든다. 과거 미군이 철수하고 남은 군용 지프를 개조해 만든 것이 시초이다. 지프니에 승객이 많을 때는 위에 타거나 매달려서 갈 수도 있다. 필리핀 주민들은 이 지프니를 이용하여 통학하는 경우가 있다. 엔진으로는 메르세데스-벤츠, 이스즈 자동차, 미쓰비시후소트럭·버스의 엔진을 많이 사용한다고 한다. LPG를 사용하는 경우도 있다.

## 같이 보기
- 미니버스
- 미디버스
- 홍콩 미니버스
- 승합 택시